# Courbe de lumière

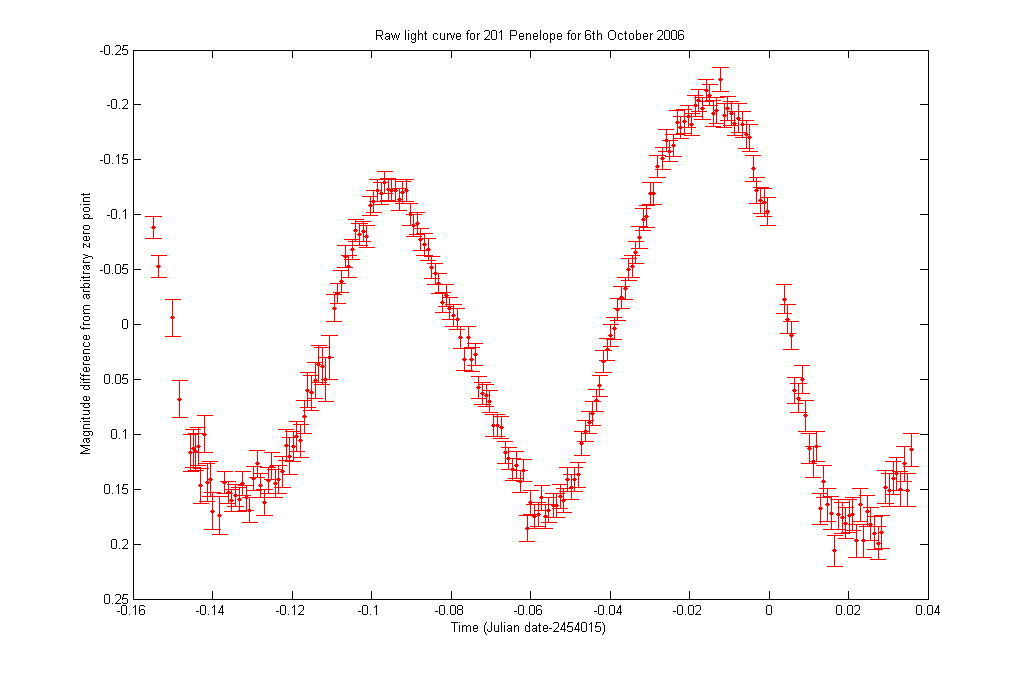
Courbe de lumière de l'astéroïde basée sur des images prises le 6 octobre à l'observatoire de l'Université de Mont John. Cette courbe montre juste une rotation qui dure environ 4 h.

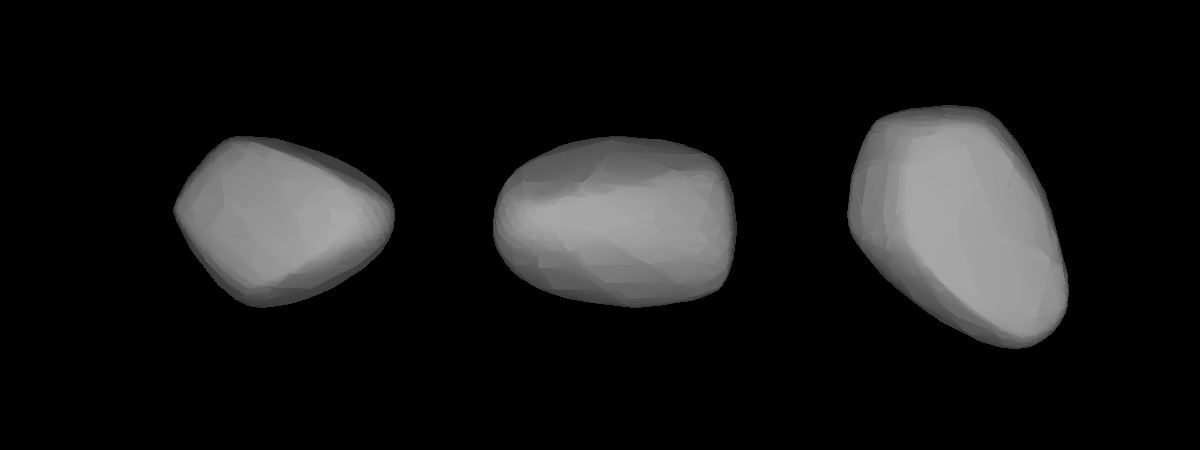
Modélisation en images de synthèse de, fondée sur des techniques d'inversion de sa courbe de lumière. Institut astronomique de l'Université Charles de Prague.

En astronomie, on appelle courbe de lumière l'évolution de la luminosité d'un objet en fonction du temps.
Une courbe de lumière peut être périodique (comme pour celle d'une binaire à éclipses, ou d'une céphéide), ou apériodique (comme pour celle d'une nova, d'une variable cataclysmique ou d'une supernova). L'étude d'une courbe de lumière permet de mieux connaître les phénomènes physiques qui créent la variation, ou de contraindre fortement les modèles expliquant ces variations. La connaissance de la courbe de lumière d'un objet permet de classifier les phénomènes transitoires tels que les supernovae.
Dans le cas d'un astéroïde par exemple, la courbe de lumière peut permettre de reconstituer la forme de l'objet. On parle alors d'inversion de la courbe de lumière.